# Euphorbia cryptospinosa
Euphorbia cryptospinosa ist eine Pflanzenart aus der Gattung Wolfsmilch (Euphorbia) in der Familie der Wolfsmilchgewächse (Euphorbiaceae).

## Beschreibung
Die sukkulente Euphorbia cryptospinosa wächst als spreizklimmender Strauch und erreicht eine Höhe von bis zu 3 Meter. Aus einer kleinen und knolligen Wurzel entspringen stielrunde Triebe. Sie erreichen etwa 1 Zentimeter im Durchmesser und sind mit bis zu 10 Rippen versehen. An den Rippen sind keine Zähne vorhanden. Die braunen Dornschildchen sind im jungen Stadium mit sehr kleinen Borsten versehen, die bis 3 Zentimeter lang werden können und dann etwa 2 Millimeter breite Streifen ausbilden. Diese sind durch sehr dünne Furchen voneinander getrennt. Die sehr schmalen Dornen werden bis 3 Millimeter lang und umschließen den Trieb. Sie sind nur an jungen Trieben deutlich sichtbar. Nebenblattdornen sind nicht vorhanden.
Es werden einzelne und einfache Cymen ausgebildet. Diese sind nahezu sitzend und blutrot leuchtend gefärbt. Die Cyathien erreichen 3,5 Millimeter im Durchmesser. An dem mittleren Cyathium werden vier und an den seitlichen Cyathien werden fünf rechteckige Nektardrüsen ausgebildet. Sie stoßen jeweils aneinander. Die stumpf gelappte Frucht wird etwa 2,5 Millimeter lang und 3,5 Millimeter breit. Der nahezu kugelförmige Samen wird etwa 1,5 Millimeter groß und ist mit Warzen besetzt.

## Verbreitung und Systematik
Euphorbia cryptospinosa ist im Süden von Äthiopien, im Süden von Somalia und im Osten von Kenia auf kieshaltigen Böden mit lockerer, laubabwerfender Strauchvegetation in Höhenlagen von 120 bis 1350 Meter verbreitet.
Die Erstbeschreibung der Art erfolgte 1963 durch Peter René Oscar Bally.